# Careae
Tribu
Classification APG III (2009)
Les Careae sont une tribu de plantes à fleurs de la famille des Apiaceae (Ombellifères) et de la sous-famille des Apioideae.

## Nom
La tribu des Careae est décrite en 1879 par le botaniste français Henri Ernest Baillon.

## Liste des genres
- Aegokeras
- Aegopodium
- Carum
- Chamaele
- Chamaesciadium
- Falcaria
- Fuernrohria
- Gongylosciadium
- Grammosciadium
- Hladnikia
- Rhabdosciadium
- Vinogradovia